# Bangsia edwardsi
Bangsia edwardsi là một loài chim trong họ Thraupidae.